# 루돌프 아벨
루돌프 이바노비치 아벨(러시아어: Рудольф Иванович Абель, 본명: 빌리얌 겐리코비치 피셔 (러시아어: Вильям Генрихович Фишер), 1903년 7월 11일 ~ 1971년 11월 15일)은 소련의 첩보원이다.

## 내력
영국 뉴캐슬의 러시아 정치 난민 가정에서 태어났다. 아버지는 러시아 제국 야로슬라블 현 출신의 독일계로, 혁명 운동에 참가했다. 어머니는 사라토프 출신으로 역시 혁명 운동에 참가하고 있었다. 1901년 피셔 부부는 영국으로 이주했다.
1920년 피셔 가족은 모스크바로 돌아가 피셔는 코민테른 집행위원회 국제 연락과 (OMS)에서 통역으로 일했다. 1924년 모스크바 동양학 대학 인도 분교에 입학했지만 소집된 모스크바 군관구 제1통신 연대에 배속되었다. 제대 후에는 홍군 공군 과학 연구소에 들어갔다.
1927년 피셔는 통합 국가 정치국 (OGPU) 전략계보로 채택된 유럽 국가에서 불법 활동을 실시했다. 모스크바 귀환 후 국가 보안 중위로 승진했지만, 1938년 말 아무 이유없이 해고되었다. 해고 후 전체 연방 상공 회의소, 후 항공 산업 공장에서 일했다. 첩보부로 보내달라고 요청했지만 이는 실현되지 않았다.
동부 전선 발발 후 1941년 9월, 파괴 공작과 빨치산 활동에 종사하는 부대에 지원하였다. 이 기간 이후 피셔는 가명인 루돌프 아벨을 사용하게 되었다. 피셔는 독일군 점령지에 파견되어 빨치산과 첩보원을 위한 무선수를 양성하였다.
종전 후 불법 첩보에 복귀했다. 1948년 11월 원자력 시설에서 일하는 정보원으로부터 정보 입수를 위해 미국에 파견되었다. 피셔에게는 코드네임 마크(Марк)가 주어져 화가를 치장하여 코언 부부와 접촉하였다.
1949년 5월말까지 피셔는 업무상의 문제를 해결하고 같은 해 8월에는 구체적인 성과를 거두고, 적기 훈장을 수여했다. 피셔의 업무 부하를 경감시키기 위해 1952년 무선수 헤이하넨이 그에게 파견되었다. 그러나 헤이하넨은 모스크바에 소환하기로 결정되었지만, 헤이하넨은 미국에 자수하고 자국의 존재를 당국에 통보했다.
또한 브루클린의 신문 배달 소년이 우연히 떨어뜨린 신문 대금 5센트가 깨져서 그 안에 있던 마이크로필름이 발견되어, FBI는 뉴욕에 미국의 핵 정보를 탐색하는 간첩이 있다고 의심하였고, 1957년 자칭 화가였던 피셔는 FBI에 의해 체포되었다.
당시 소련 당국은 간첩 행위에 관여를 부인했다. 피셔는 자신이 체포된 것과 자신이 배신자가 아님을 모스크바에 알리기 위해 죽은 친구의 이름 "루돌프 아벨"로 밀어 붙였다. 취조 중 간첩 행위에 관여를 부정하고 재판에서 증언을 거부하고 미국 당국으로부터 회유 제안도 거절하였다. 재판에서는 OSS 고문 변호사 제임스 B. 도너번의 변호로 징역 30년으로 감형되었으며, 뉴욕의 감옥에 수감되었으며 후에 애틀랜타 교도소에 수감되었다.
도너번은 1960년 5월 1일에 일어난 U-2 기 사건으로 프랜시스 게리 파워스의 석방과 학생 간첩 혐의로 구금되어 있던 프레더릭 프라이어과 피셔의 맞교환을 협상하였다.
1962년 2월 10일 동서 베를린의 경계인 글리니케 다리에서 1960년 5월 1일에 격추된 미국의 U-2 정찰기의 파일럿 프랜시스 개리 파워스와 간첩 혐의로 구속된 유학생 프레더릭 프라이어와 교환되는 형태로 소련으로 보냈다.
1971년 11월 15일 사망하였다.